# Anthracophagella maculifemur
Anthracophagella maculifemur är en tvåvingeart som först beskrevs av Malloch 1927.  Anthracophagella maculifemur ingår i släktet Anthracophagella och familjen fritflugor. Inga underarter finns listade i Catalogue of Life.